# Portada/efemèride juny 21
Maureen Stapleton
« 20 de juny · 21 de juny · 22 de juny »